# Mas Olivet (Castellar del Vallès)
El Mas Olivet és una masia del municipi de Castellar del Vallès (Vallès Occidental) inclosa en l'Inventari del Patrimoni Arquitectònic de Catalunya. És una masia localitzada als afores de Castellar en la zona de Sant Feliu del Racó. La construcció destaca per la seva senzillesa sense allunyar-se de la tipologia clàssica dels masos agrícoles de la rodalia.

## Descripció
L'edifici està situat dins d'un clos tancat, al qual s'accedeix per dues entrades, una situada al frontis de la casa i l'altre a la part posterior. El frontis presenta una distribució asimètrica que ve donada per l'ampliació de la crugia lateral esquerra. Adossats a l'habitatge i al voltant del clos, s'han disposat els diversos edificis necessaris en la seva funció agrícola (corts, coberts, etc.). Els murs són de factura senzilla, còdols i morter. El carener de la teulada corre perpendicular al frontis, com és habitual en aquestes construccions rurals.

## Història
El mas Olivet, antic mas Barata, es troba citat (la casa i les terres de conreu) en el Reial Cadastre de Castellar del Vallès, que portà a terme José Patiño l'any 1716. S'ha de considerar però, que el seu establiment es podria situar en una data bastant anterior.